# Mac’s Convenience Stores
Mac’s Convenience Stores — сеть магазинов шаговой доступности в Канаде. Компания разделена на 3 сферы влияния в соответствии с географическим положением: Восточное, Центральное и Западное подразделения.

## История
Компания основана Кеннетом и Карлом МакГоуэнами в Онтарио 4 апреля 1962 года. Сначала она носила название Mac’s Milk Limited, но 7 мая 1975 года была переименована в Mac’s Convenience Stores.
В ноябре 1996 Silcorp, материнская компания Mac’s Convenience Stores, приобрела активы её конкурента Becker’s.